# Tony Sheridan
Tony Sheridan, nato Anthony Esmond Sheridan McGinnity (Norwich, 21 maggio 1940 – Amburgo, 16 febbraio 2013), è stato un cantautore e chitarrista britannico, noto soprattutto per la sua collaborazione con i Beatles al loro debutto.

## Biografia
Influenzato dall'interesse dei genitori per la musica classica, a sette anni sapeva già suonare il violino. Cominciò poi a suonare la chitarra e nel 1956 costituì il suo primo gruppo musicale, un quintetto skiffle chiamato The Saints.
Lasciata Norwich all'età di diciassette anni, Sheridan si diresse a Londra per sviluppare la carriera di musicista nel mondo del rock’n’roll londinese. Ospite fisso del programma della BBC Oh Boy!, per un certo periodo si aggregò a Vince Taylor and the Playboys divenendone il chitarrista e, assieme ad altri strumentisti, fece da spalla nel tour inglese del 1960 di Eddie Cochran e Gene Vincent. Personalità forte e complessa, dal 1960 si stabilì per tre anni ad Amburgo, dove ebbe occasione di suonare al Kaiserkeller, al Top Ten e allo Star-Club, venendo a contatto con i giovanissimi e non ancora famosi Beatles, diventandone il loro idolo in particolare dal punto di vista della tecnica chitarristica e dello stile – adottato da Lennon – di suonare a gambe aperte.
Quando Bert Kaempfert, produttore indipendente dell'etichetta Polydor, lo vide esibirsi, gli propose di realizzare alcune registrazioni. Nel 1962, quando il suo primo 45 giri My Bonnie/The Saints raggiunse il numero 5 nella hit parade, la Polydor realizzò l'album My Bonnie, par Tony Sheridan, dove il nome dei Beatles appariva in piccolo sul lato posteriore della copertina.
Nel 1967, deluso dalla scarsa notorietà che aveva portato la sua esperienza con i Beatles, e preoccupato per le sorti della Guerra del Vietnam, Sheridan decise di suonare per le truppe americane, ma uno dei membri del suo gruppo venne ucciso e l'Agenzia Reuters annunciò addirittura che il musicista era morto per la sua partecipazione a favore dell'esercito statunitense. Sheridan fu nominato capitano onorario dell'U.S. Army.
Negli anni 1970 realizzò un programma di blues alla radio. Nel 1978 Sheridan suonò allo Star-Club, riaperto al pubblico. Il 13 agosto 2002 venne pubblicato l'album Vagabond, un'antologia di suoi vecchi successi.
Tony Sheridan visse a Seestermühe, un villaggio a nord di Amburgo, e oltre alla musica si interessò all'araldica e disegnò stemmi. È stato sposato tre volte, l'ultima con Anna Sievers, deceduta nel 2011, e in precedenza con Rosi Heitmann e Hazel Byng.
Tony Sheridan è morto il 16 febbraio 2013 ad Amburgo, dopo aver subito un intervento chirurgico al cuore.

## Discografia

### Album
- My Bonnie (1962) [Polydor - 46 612]

My Bonnie. Skinny Minny. Whole Lot Of Shakin'Going On. I Know, Baby. You Are My Sunshine. Ready Teddy. The Saints (When The Saints Go Marching In). Hallelujah, I Love Her So. Let's Twist Again. Sweet Georgia Brown. Swanee River. Top Ten Twist.
- Just A Little Bit Of Tony Sheridan (1964) [Polydor]

Just A Little Bit. Kansas City. Save The Last Dance For Me. Unchained Melody. Get On The Right Track, Baby. You'd Better Move On. Skinny Minny. Jambalaya. Mary Ann. Will You Still Love Me Tomorrow. My Babe. Sweet Georgia Brown. I Got A Woman.
- The Best of Tony Sheridan (1964) [Polydor - LPHM 46440]

My Bonnie. Whole Lot Of Shakin' Going On. Hallelujah, I Love Her So. You Are My Sunshine. Ruby Baby. Let's Twist Again. When The Saints Go Marchin' In. Skinny Minny. Let's Slop. Swanee River. Ready Teddy. Top Ten Twist. What'd I Say. Madison Kid. Ya Ya Part 1 & 2.
- Rocks On! - Live '73 Deutschlandhalle, Berlin (1974) [Metronome - MLP 15.489]

Hound Dog. Whole Lotta Shakin' Goin' On. Sweet Little Sixteen. Ya Ya. Keep On Knockin'. Johnny B Goode. My Bonnie. Skinnie Minnie. Fever. Skinnie Minnie (Reprise).
- Novus (1976) [TS 76001 - autoprodotto]

The Postman. Get out of my Life, Woman. Johnny B Goode. If you love me Baby. Georgia on my Mind. Don't be cruel. Frankie & Johnny. New Song. You got a hold on me. Love is strange. Everyday. Not fade away. Dream Baby.
- Worlds Apart (1978) [Antagon Musikgesellschaft - ALP 3217]

(accreditato a "Tony Sheridan & The Elvis Presley Band")
Country Rock 'N' Roll. Lookin' Back. She Even Woke Me Up (To Say Goodbye). Fools Like Me. Growin' Pains Of Time. Don't Want To. My Baby Left Me. My Baby. Long Tall Sally. Rave On. Lawdy Miss Clawdy. Johnny B. Goode.
- Novus (1984) [MSP - 250185]

Breaking Up Inside. Born In The War. This Time For Sure. Red Wood Tree. Rose Of The Universe. Winter (Of A Love Gone By). Valentine.
- The Singles Vol. 2 - 1965-1968 (1984) [Star-Club - 841 142-2]

Sweet Georgia Brown (Tony Sheridan And The Beatles). Nobody's Child (The Beatles & Tony Sheridan). Do-Re-Mi (Tony Sheridan And The Beat Brothers). My Babe (Tony Sheridan & The Big Six). Shake It Some More (Tony Sheridan & The Big Six). La bamba (Tony Sheridan & The Big Six). Vive l'amour (Tony Sheridan & The Big Six). Hey! Ba-Ba-Re-Bop (Tony Sheridan & The Big Six). Just You And Me (Tony Sheridan & The Big Six). The Creep (Tony Sheridan & The Big Six). Wolga Lied. Alles aus Liebe zu dir. Ich will bei dir bleiben. Ich laß dich nie wiedergeh'n. Jailhouse Rock. Skinny Minny (Tony Sheridan & The Big Six).
- Dawn Colors (1987) [CGD - 20605]

Give A Little Love (And Move On Up). Parco Trotter. Northern Town. Mother Earth. But I Hardly Speak. Rose Of The Universe. In The Winter (Of A Love Gone By). Give Them Hope To Live Another Day. Goodbye. Jivan Arunima.
- Here & Now (1989) [World Wide Music]

Winter. What'd I Say. Get On The Right Track Baby. Skinny Minnie. My Bonnie. Money Honey. Brother Sun. From A Whisper To A Shout. Get Out Of My Life Woman. On And On.
- Vagabond (2002) [Bear Family - 16616]

Maine And Back Again. Sinkin'. Indochina. Won't Do It Again. Believe In Love Tonight. When I Was Young. Fool For A Woman. Four Day Working Week. Lay It On The Line. Summer Rainbow. Beautiful. Someone. Skinny Minny.